# 牛込

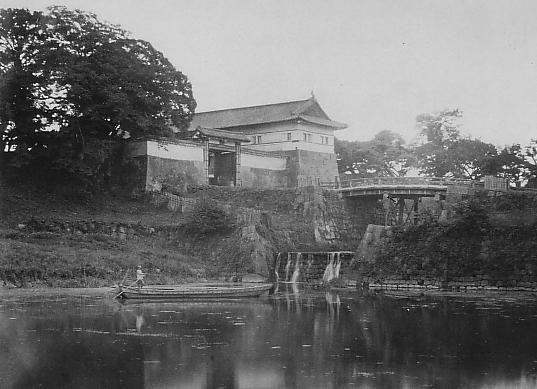
牛込門

牛込（うしごめ）は、東京都新宿区の地域名の一つ。地理的には新宿区北東部に当たり、旧東京市牛込区の範囲を指す。地域内の主な地名として「神楽坂」や「早稲田」、「市谷」等がある。なお、市谷各町についてはそもそもの成り立ち等が異なる別の地域ではあるが、牛込区発足当初から同一自治体だった関係上牛込地域として扱われる事が多い（詳しくは当該項目参照）。

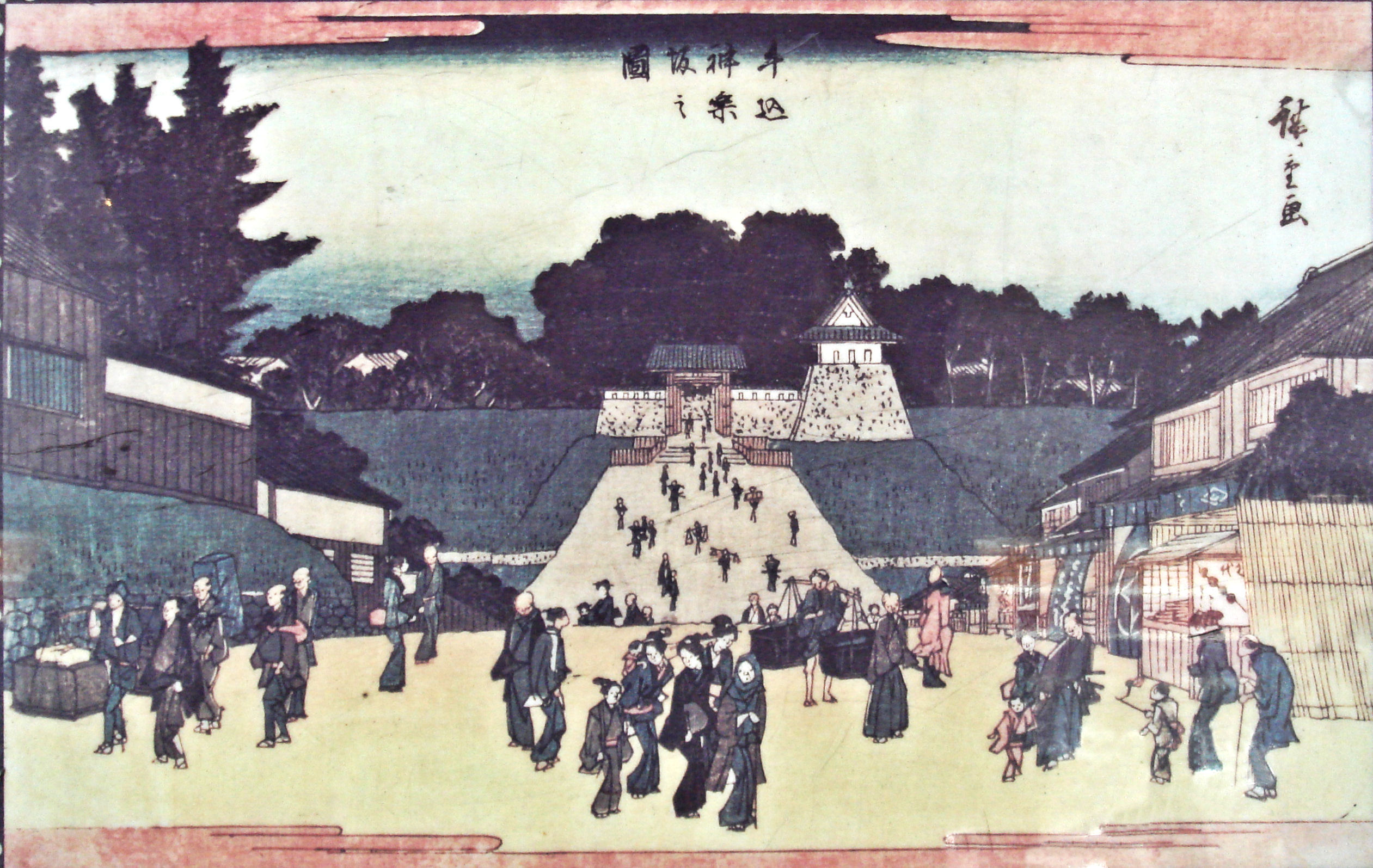
神楽坂から見た牛込門（歌川広重）

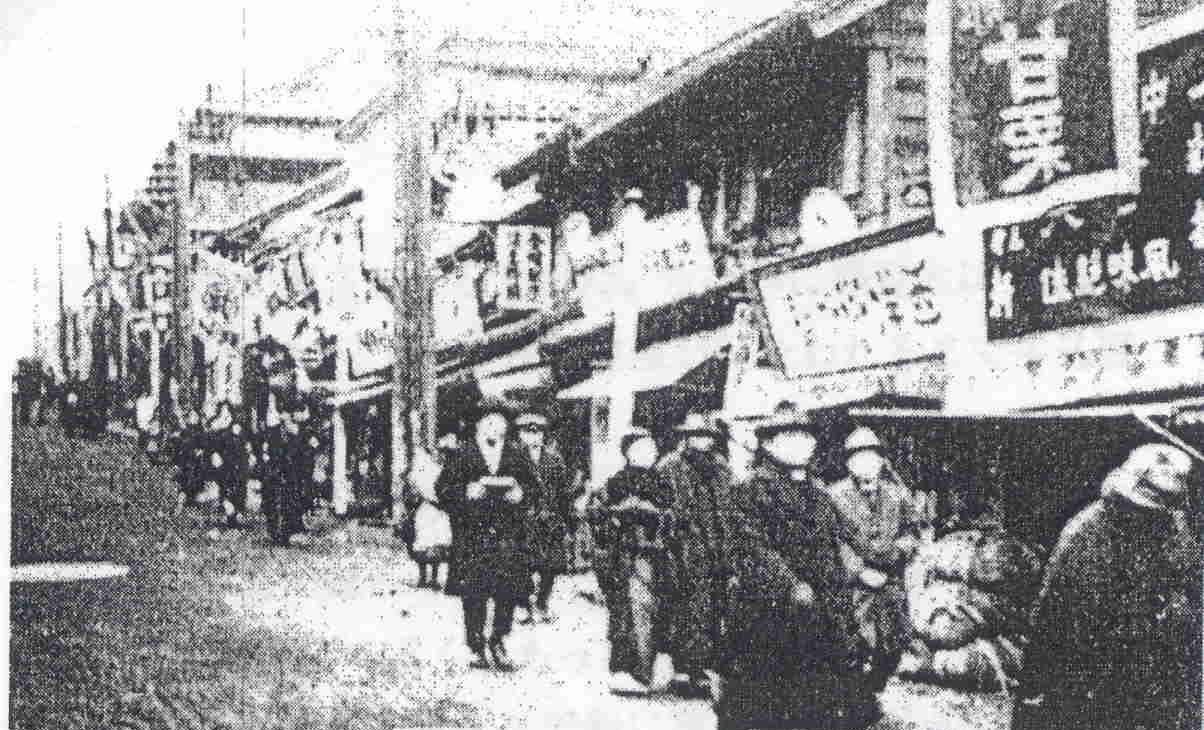
明治末期の神楽坂

## 概要
江戸時代は大名や旗本の住む武家屋敷が集中した地域で、伝統ある山の手の住宅街である。一方で町屋も少なからず形成され、古くからこの地に住む住民が多くコミュニティ活動が活発なことも当地の特色である。狭い路地はほぼ江戸時代のままであり、また住居表示に伴う地名の改廃が他地域に比べて極めて少ないため、江戸の雰囲気を感じ取ることができる。
近代以降も夏目漱石（この地の名主の家庭出身）や尾崎紅葉をはじめとする作家・文化人が数多く住んだ。小石川同様、印刷・出版関係の会社が多く立地する。

## 牛畜と牛込
地名の通り、牛込の歴史は少なからず牛に縁がある。
701年（大宝元年）の大宝令（厩牧令）により、各地に官牧が置かれた。武蔵国の官牧のひとつに「神崎牛牧」があり、現在の牛込辺りであるとみられている。「東京市史稿」では、「馬籠」が馬の飼養施設に由来する例があることから、牛込を牛牧の跡と類推した。
牛牧には「乳牛院」という牛舎が設けられ、一定期間、乳牛を床板の上で飼育したり、乳の出が悪くなった老牛や病気になったものを除いたりした。
1872年（明治5年）頃から東京各地に、ホットミルクを一杯頼めば新聞が閲覧できるという「新聞縦覧所」ができはじめると、にわかに牛乳の需要が増え、その名に違わず牛込区内でも神楽坂、若松町、市谷等において牛畜が広く営まれ、渋谷・代々木辺の畜農家と良き競争関係にあった。

## 牛込に関連した史跡など

### 牛込城
牛込城の位置は、「江戸名所図絵」『御府内備考』では藁店の上としているが、はっきりしたことは分からない。
上野の豪族であった大胡重行が上杉から北条へと主君替えをして後の1526年頃、武蔵国牛込から日比谷あたりにかけての領地を北条氏からあてがわれ、息子・勝行が移封してきた。勝行は地名をとって牛込氏を名乗り、牛込城を築いて居館とした。領地を一望にできる高台の館であり、江戸湊に出入りする船をも視認することができたという。
北条氏の滅亡（1590（天正18）年）および徳川家康の江戸入城の後、館は廃止され、跡地に神田光照寺が移転してきたのは1645年のことであったとされる。
現在、城の遺構の類は一切残っていない。

### 牛込見附
JR飯田橋駅西口から左へ進み、跨線橋（牛込橋）を渡りきったあたり、日本基督教団富士見町教会前の交差点近辺に江戸城牛込門の枡形があった。道を挟んで向かい合っていた2基の見附櫓の基部が残っている。名称は（城内から）牛込方面へぬける門の意。門から北西へ延びる道がいわゆる神楽坂である。
※行政区画としては千代田区内。

### 牛込濠
JR飯田橋駅と市ヶ谷駅の間、線路に沿って見られる、外濠の一部を構成する濠（お堀）。
※行政区画としては新宿区と千代田区の区境にあたる。

### 牛込駅
上記牛込濠に面して、牛込見附にほど近く、昭和初年まで存在した旧国鉄の駅。
現在でも見られる遺存物として、濠を埋め立てて作られた連絡通路の遺構が神楽坂下交差点近くに、また改札口を左右から挟んでいた石組みの遺構が飯田橋郵便局（飯田橋サクラテラス内）の向かいに、それぞれ遺っている。なお2020年に飯田橋駅のホームが市ヶ谷駅寄りに200メートル移設され、旧牛込駅の位置にホームが存在している。
※行政区画としては千代田区内。

## 歴史
- 1555年ごろ　後北条氏に属する大胡氏がこの地に牛込城を築き、牛込氏を名乗る。
- 1878年　郡区町村編制法により東京15区の一つとして牛込、市ヶ谷両地域を管轄する牛込区が発足。
- 1880年　小石川区新小川町一～三丁目及び南豊島郡下戸塚村の一部を牛込区に編入。
- 1889年　市制町村制施行により東京市牛込区となる（この際南豊島郡早稲田村を編入し1891年に早稲田鶴巻町を設置）。
- 明治時代～戦前　神楽坂が山の手を代表する繁華街・花街として賑わう。
- 1947年　四谷区・淀橋区と合併し新宿区となる。なお、牛込は区名が「新宿」になることに当初反対した。

## 江戸時代の牛込冠称町名
- 牛込馬場町
- 牛込牡丹屋敷
- 牛込若宮町
- 牛込岩戸町一丁目、二丁目
- 牛込袋町
- 牛込光照寺門前
- 牛込肴町
- 牛込行元寺門前
- 牛込安養寺門前
- 牛込三光院門前
- 牛込養善院門前
- 牛込通寺町
- 牛込松源寺門前
- 牛込正蔵院門前
- 牛込末寺町
- 牛込末寺横町
- 牛込長原寺門前
- 牛込横寺町
- 牛込泉蔵院門前
- 牛込竜門寺門前
- 牛込正定院門前
- 牛込御箪笥町
- 牛込御細工町
- 牛込納戸町
- 牛込払方町
- 牛込白銀町
- 牛込成願院門前
- 牛込西照院門前
- 牛込津久戸前町
- 牛込無量寺門前
- 牛込成就院門前
- 牛込万昌院門前
- 牛込等覚寺門前
- 牛込等覚寺内門前
- 牛込天徳院門前
- 牛込五軒町
- 牛込宝蔵院門前
- 牛込馬場先片町
- 牛込築地片町
- 牛込水道町
- 牛込改代町
- 牛込天神町
- 牛込中里町
- 牛込中里村町
- 牛込榎町
- 牛込大願寺門前
- 牛込弁財天町
- 牛込多聞院前
- 牛込浄輪寺門前
- 牛込千手院門前
- 牛込鳳林寺門前
- 牛込川田ヶ久保町
- 牛込三十人町
- 牛込原町一～三丁目
- 牛込永昌寺門前
- 牛込若松町
- 牛込破損町
- 牛込弍拾人町
- 牛込長久寺門前
- 牛込浄泉寺門前
- 牛込供養塚町
- 牛込来迎寺門前
- 牛込西方寺門前
- 牛込誓閑寺門前
- 牛込馬場下横町
- 牛込早稲田町
- 牛込馬場下町
- 牛込正覚寺門前
- 牛込放生寺門前

## 旧牛込区内の現行町名
大半が住居表示未実施である。
| - 赤城下町 - 赤城元町 - 揚場町 - 市谷加賀町 - 市谷甲良町 - 市谷砂土原町 - 市谷左内町 - 市谷台町 - 市谷鷹匠町 - 市谷田町 - 市谷長延寺町 - 市谷仲之町 - 市谷八幡町 - 市谷船河原町 | - 市谷本村町 - 市谷薬王寺町 - 市谷柳町 - 市谷山伏町 - 岩戸町 - 榎町 - 改代町 - 神楽河岸 - 神楽坂 - 片町 - 河田町 - 喜久井町 - 北町 | - 北山伏町 - 細工町 - 下宮比町 - 白銀町 - 新小川町 - 水道町 - 住吉町 - 箪笥町 - 築地町 - 津久戸町 - 筑土八幡町 - 天神町 - 富久町 | - 中里町 - 中町 - 納戸町 - 西五軒町 - 二十騎町 - 馬場下町 - 払方町 - 原町 - 東榎町 - 東五軒町 - 袋町 - 弁天町 - 南榎町 | - 南町 - 南山伏町 - 山吹町 - 矢来町 - 横寺町 - 若松町 - 若宮町 - 早稲田町 - 早稲田鶴巻町 - 早稲田南町 - 戸山（大部分） - 余丁町（大部分） - 西早稲田（一部） |

## 施設

### 「牛込」を冠する施設等
- 牛込警察署
- 牛込消防署
- 牛込箪笥区民ホール - 箪笥町特別出張所内
- 牛込保健センター
- 牛込郵便局
- 牛込柳町駅 - 東京都交通局 都営地下鉄大江戸線の駅
- 牛込神楽坂駅 - 同上
- 牛込北町停留所 - 東京都交通局 都営バスの停留所
- 牛込弁天町停留所 - 同上
- 新宿区立牛込第一中学校
- 新宿区立牛込第二中学校
- 新宿区立牛込第三中学校

### 主な施設
- 学習院女子大学
- 国立国際医療研究センター
- 総務省統計局
- 中央大学
- 東京女子医科大学
- 東京理科大学
- 戸山公園
- 防衛省
- 早稲田大学

かつて、フジテレビの本社が牛込地域内（新宿区河田町）にあったが、そのときの郵便物の宛先は「東京都牛込局区内 フジテレビ」となっていた（新宿区北山伏町にある牛込郵便局の管内である）。